# Stemma di Rotterdam
Lo stemma di Rotterdam (Wapen van Rotterdam in lingua olandese) è il simbolo ufficiale della città di Rotterdam. Consiste in uno scudo ed è caratterizzato da una banda verde, bisecata da una banda bianca rappresentante il fiume Rotte, due leoni d'oro, e quattro leoni, due rossi e due neri, in campo d'oro.
Guglielmo I di Hainaut donò lo stemma alla città in segno di ringraziamento per l'aiuto ricevuto dalla Corte di Wena nella contro le Fiandre. I leoni rossi sono quelli del Ducato d'Olanda, i neri sono quelli dell'Hainaut.

## Motto
Guglielmina dei Paesi Bassi volle ricordare le terribili sofferenze che patirono la città ed i suoi abitanti nel corso della seconda guerra mondiale creando il motto "Sterker door strijd", ovvero Più forte attraverso la lotta.